# Islas Caimán en los Juegos Olímpicos de Tokio 2020
Las Islas Caimán estuvieron representadas en los Juegos Olímpicos de Tokio 2020 por cinco deportistas, tres mujeres y dos hombres, que compitieron en tres deportes.
Los portadores de la bandera en la ceremonia de apertura fueron los nadadores Brett Fraser y Jillian Crooks. El equipo olímpico no obtuvo ninguna medalla en estos Juegos.